# Klimkówka (województwo podkarpackie)

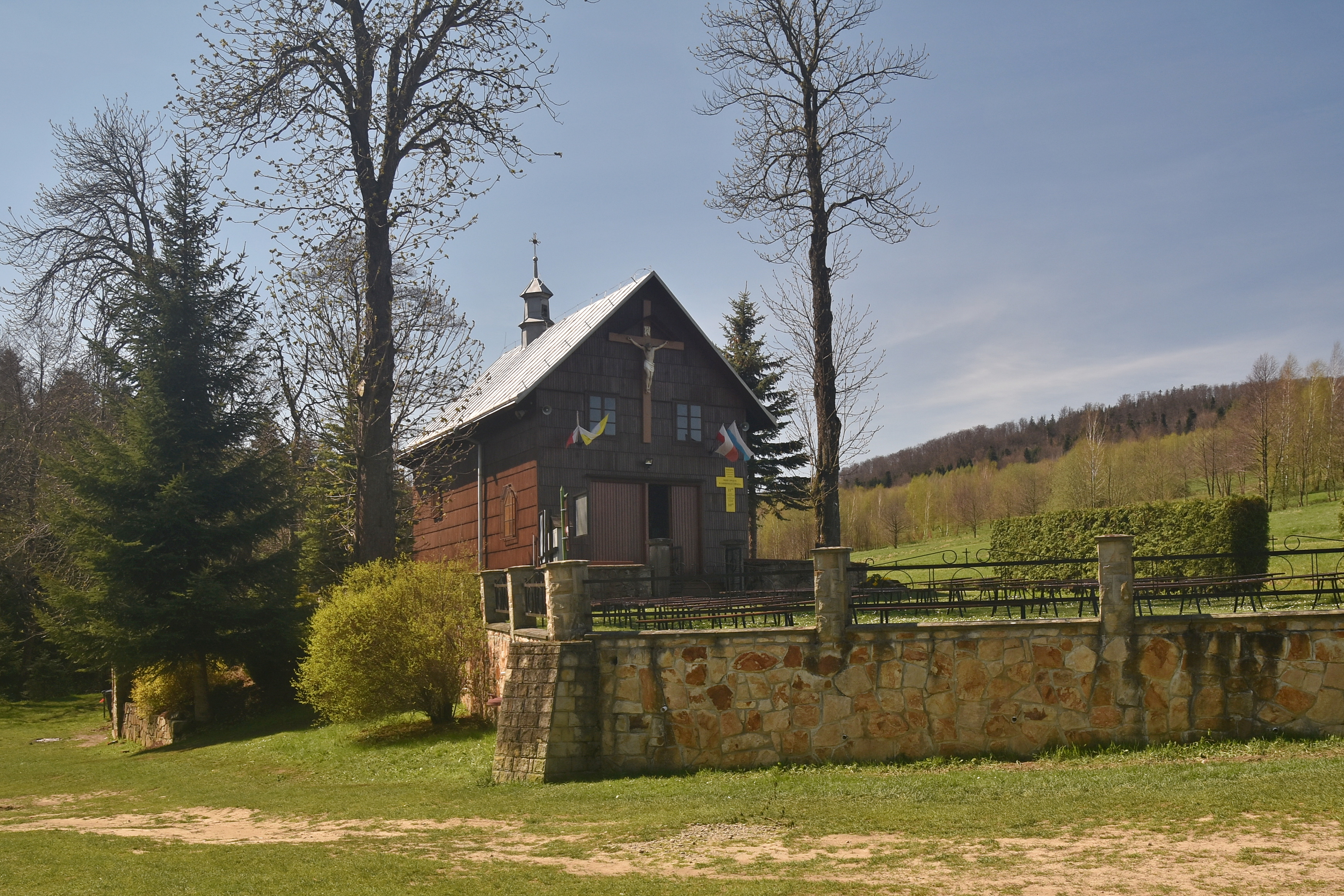
Kościół św. Krzyża

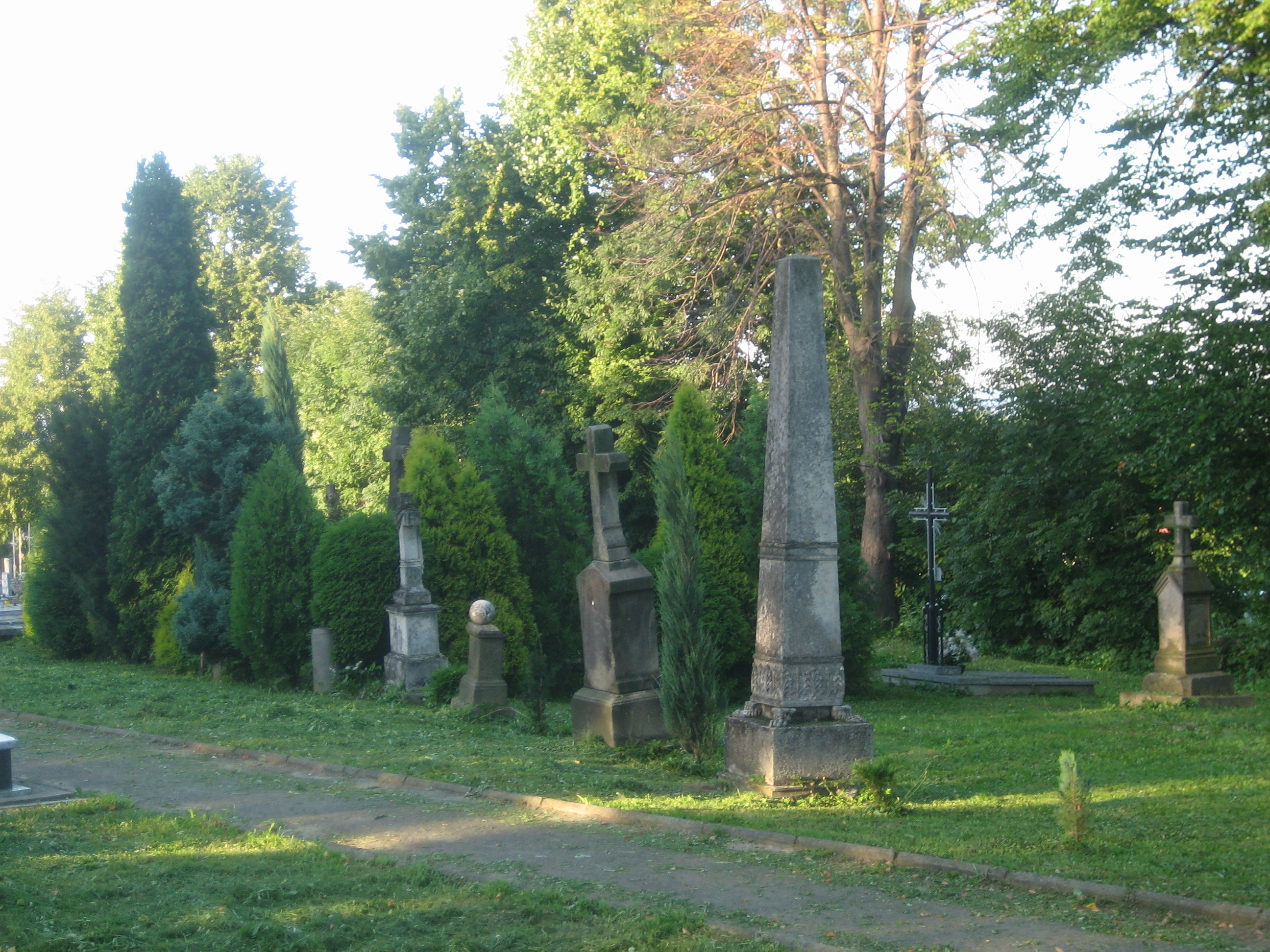
Zabytkowy cmentarz w Klimkówce

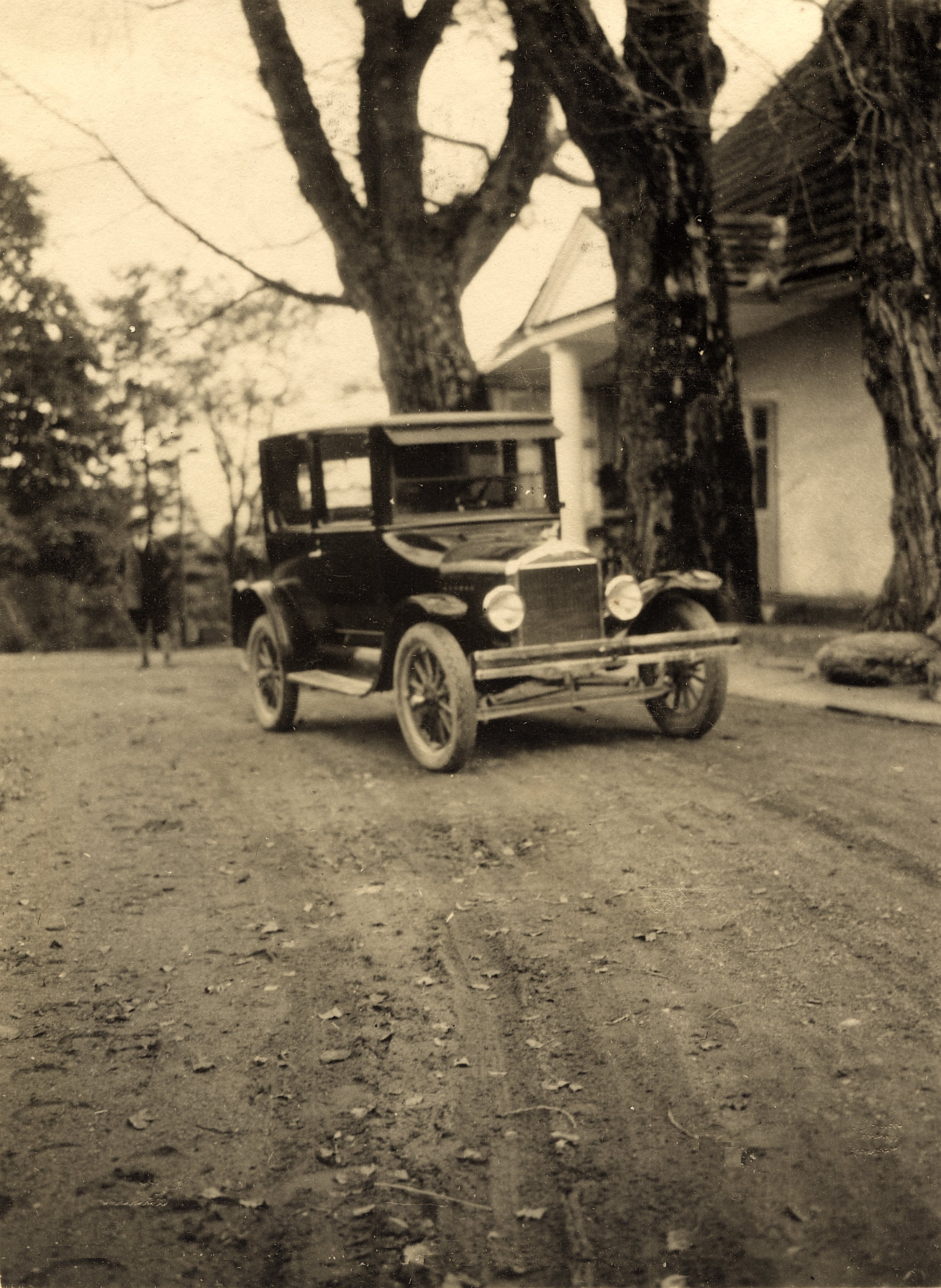
Pierwszy samochód w Klimkówce

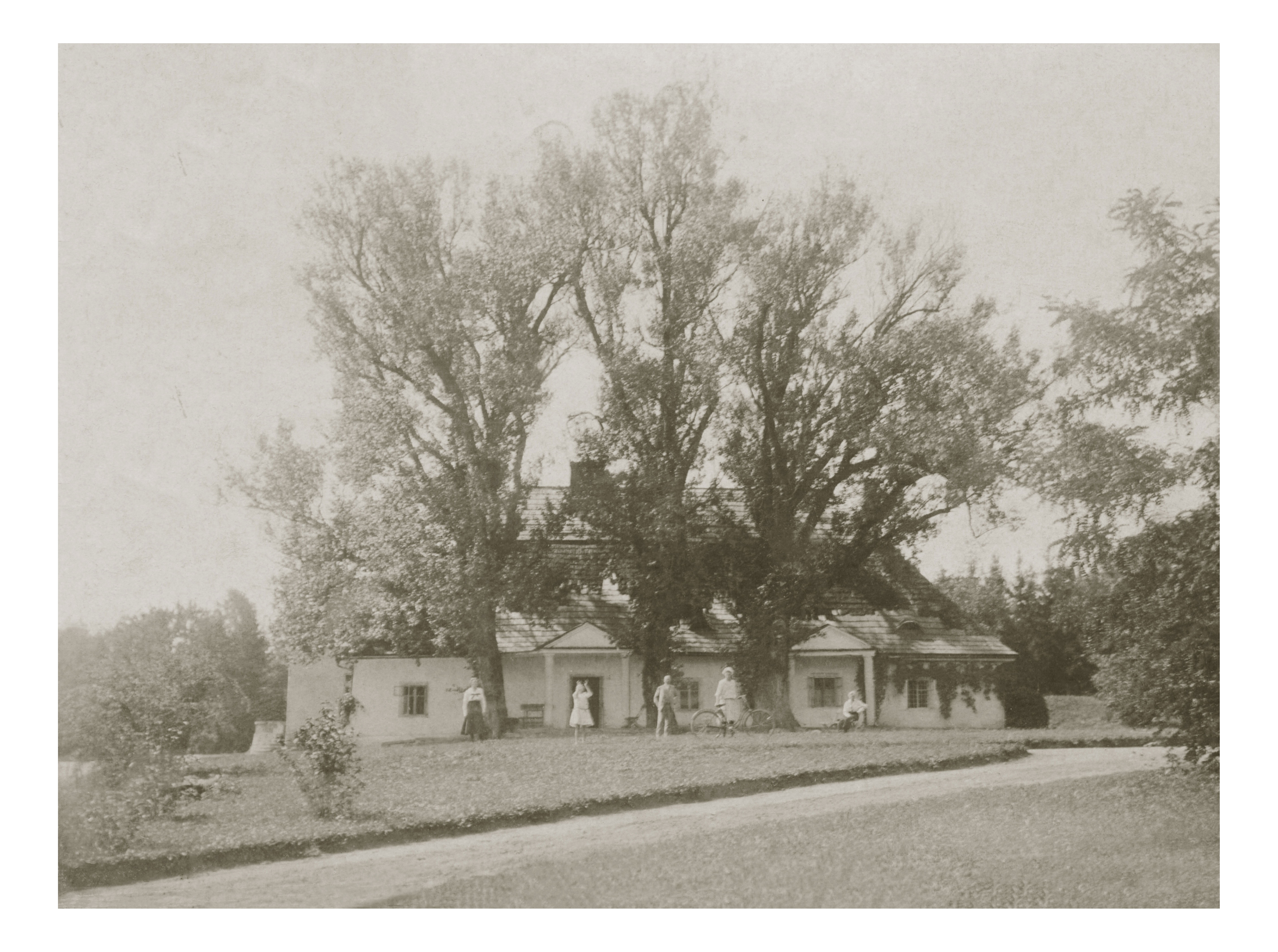
Dwór w Klimkówce ok. 1920 r.

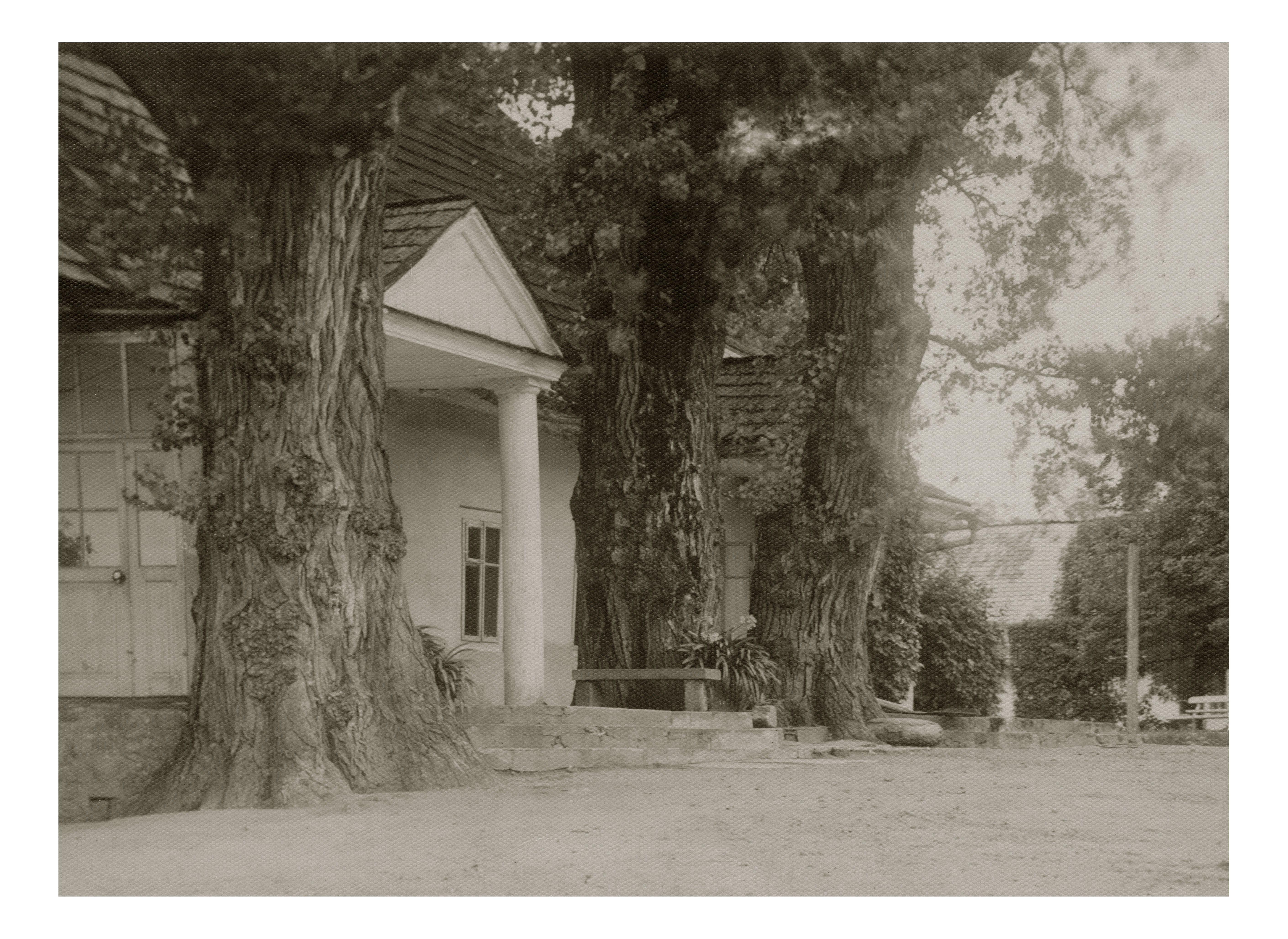
Sędziwe topole przed dworem w Klimkówce w 1932 r. - kliknij, by zobaczyć więcej fotografii starego dworu

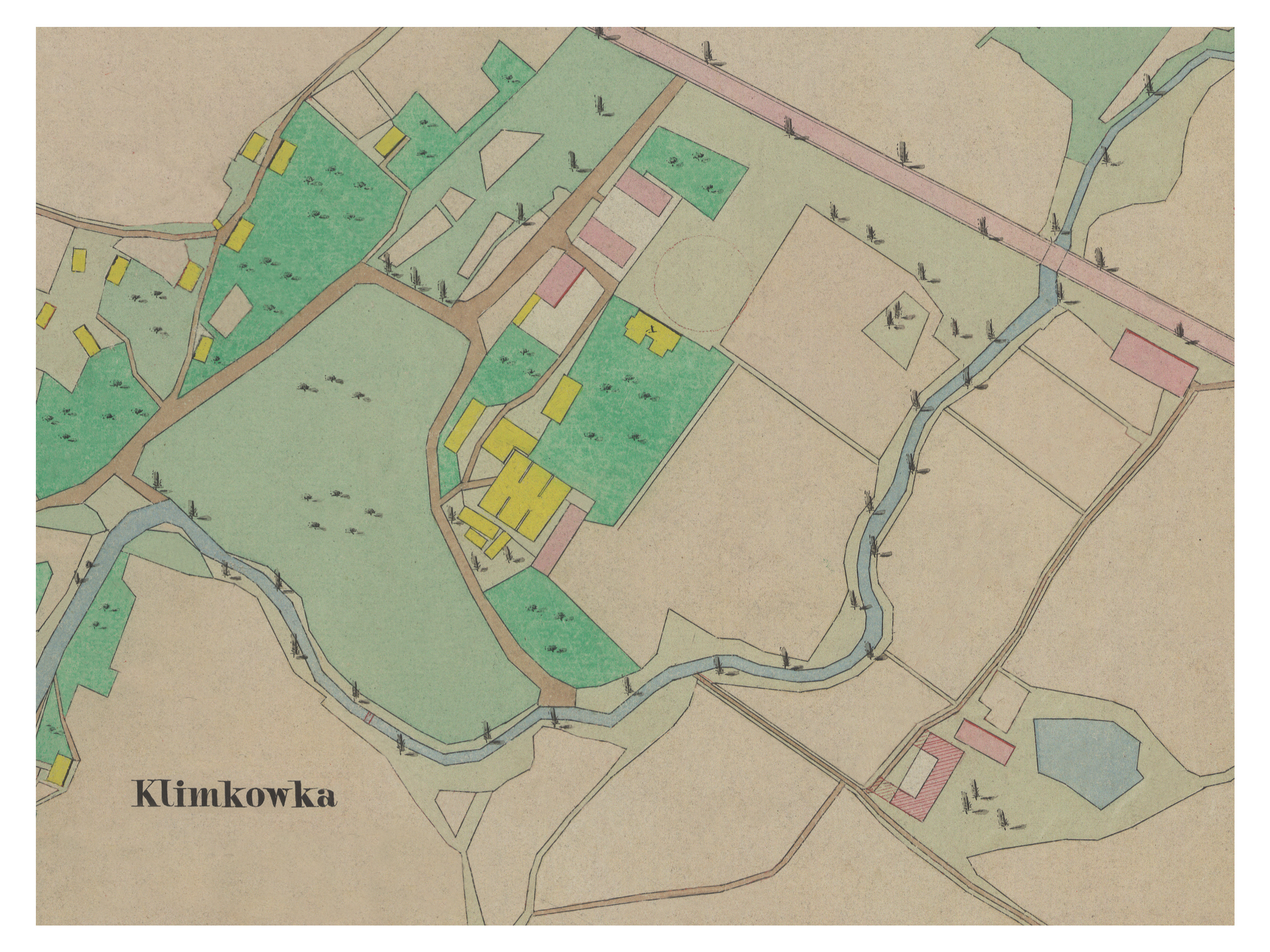
Dwór i park w Klimkówce na mapie z 1851 r..

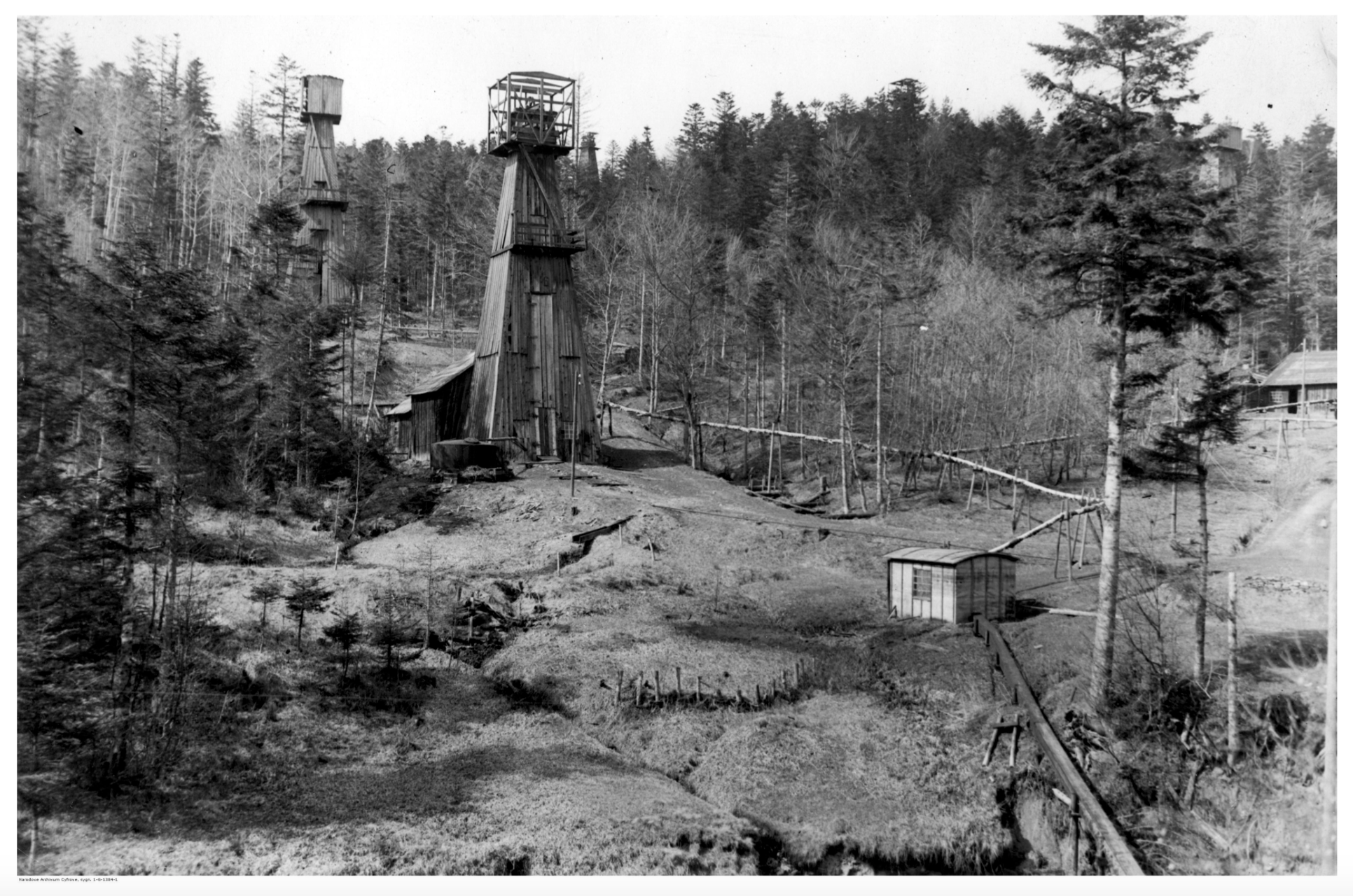
Szyby naftowe w Klimkówce.
Przed I wojną światową Galicja była jednym z największych ośrodków wydobycia ropy naftowej na świecie. To właśnie w Galicji Ignacy Łukasiewicz po raz pierwszy wydestylował naftę i stworzył pierwszą lampę naftową.

Klimkówka – wieś w Polsce położona w województwie podkarpackim, w powiecie krośnieńskim, w gminie Rymanów.
W latach 1954–1959 wieś należała i była siedzibą władz gromady Klimkówka, po jej zniesieniu w gromadzie Posada Górna. W latach 1975–1998 miejscowość administracyjnie należała do województwa krośnieńskiego.

## Części wsi
| SIMC    | Nazwa  | Rodzaj    |
| ------- | ------ | --------- |
| 0358871 | Pustki | część wsi |

## Historia XIII-XVIII w.
Miejscowości: Klimkówka, Iwonicz, Rymanów w XIII w. należały do Iwonia z Goraja h. Korczak – sędziego Chełmskiego, posła Kazimierza Wielkiego, – wydelegowanego do Tatarów, tuż przed wojną, by uzgodnić z nimi pokój. Miał on też posiadłości w ziemi jasielskiej, tak jak i jego potomek Dymitr z Goraja. Notatka kronikarska w księdze „Status Ecclesiorum” z roku 1638 wspomina o kościółku św. Krzyża istniejącym w Klimkówce już około 1349 roku.
Właścicielem Klimkówki w XIII w. była rodzina Gorajskich, a ostatnim z tej rodziny właścicielem był Dymitr z Goraja, podskarbi wielki koronny, a potem Dobiesław Oleśnicki (Dobiesław z Oleśnicy) h. Dębno (zm. 1440) – wojewoda sandomierski, uczestnik bitwy pod Grunwaldem i dowódca oblężenia Malborka, budowniczy nowego zamku w Rymanowie, fundator kościołów. Został właścicielem dóbr Rymanowa i Klimkówki dzięki małżeństwu z Katarzyną, córką podskarbiego koronnego Dymitra z Goraja. W 1413 r. odbył się ślub Katarzyny i Dobiesława. W 1441 r. – po śmierci Dobiesława, właścicielką Klimkówki została jego żona, Katarzyna Gorajska Oleśnicka, a następnie syn Andrzej Sienieński (zm. 1494) i wnuk Wiktoryn.
W 1537 r. – kolejnym właścicielem został Zbigniew Sienieński (zm. 1567/1568), kasztelan sanocki. Po Sienińskich h. Dębno wieś przekazana została Bobolom h. Leliwa. Z rodziny tej wywodził się – obok późniejszego świętego Andrzeja Boboli (zm. w 1631 r.) – także Andrzej Bobola – podkomorzy wielki koronny. Wojciech Bobola (zm. 1631) posiadał wsie Klimkówkę, Ladzin i Wisłoczek. Celem wyrównania długu w sumie 20.000 złp., zaciągniętego u Andrzeja Drohojowskiego, odstąpił mu Wojciech w 1614 r. wsi Iwonicz, Klimkówkę, Ladzin i Wisłoczek.
Jeden z przedstawicieli tej rodziny, Krzysztof Bobola był wraz z Wojciechem Bobolą fundatorem kościoła w Klimkówce.
W 1730 r. właścicielem Klimkówki był Józef Kanty Ossoliński h. Topór (1707 – 1780), konfederat barski. Po nim Klimkówkę otrzymała jego córka, Anna Teresa Potocka z Ossolińskich (zm. w 1803 r.), która w 1760 r. wyszła za mąż za Józefa Potockiego, krajczego wielkiego koronnego.

## Historia XIX-XX w.
Nowy rozdział w historii Klimkówki otwiera rok 1793, kiedy ówczesna właścicielka wsi, Anna Teresa Potocka z Ossolińskich, sprzedała dobra w Klimkówce wraz z sąsiednim Iwoniczem Michałowi Ostaszewskiemu h. Ostoja (zm. 1816).
Od tego momentu, aż do 1945 dobra te należały nieprzerwanie do rodu Ostaszewskich. Rewolucyjny demokrata, Klemens Mochnacki, krytycznie nastawiony do szlachty, zauważył w swoich wspomnieniach, że Ostaszewscy jako nieliczni ziemianie galicyjscy wspierali szkolnictwo ludowe i dostarczali materiałów na budowę szkoły w Klimkówce.
Michał Ostaszewski, konfederat barski, jeszcze za swego życia scedował Klimkówkę swemu synowi Kazimierzowi (1756-1845), który w 1810 roku odsprzedał te dobra swemu przyrodniemu bratu, Józefowi Ostaszewskiemu (1765-1854) Następnym właścicielem był Teofil Wojciech Ostaszewski (1807-1889), a po nim jego syn Stanisław (1862-1915) i jego żona Aniela, zmarła w 1937 roku. Ostatnim właścicielem majątku był ich syn, Józef Ostaszewski (1904-1989).
W 1905 majątek miał obszar 516,9 ha, a w 1911 posiadał 509 ha.
Stanisław Ostaszewski, scharakteryzowany w pamiętnikach wybitnego polskiego chemika, prof. Kazimierza Klinga, jako człowiek o „umyśle na wskroś twórczym, pionierskim, wynalazczym” był inicjatorem i sponsorem szeregu nowatorskich przedsięwzięć. W odziedziczonym po ojcu Teofilu majątku w Klimkówce uruchomił m.in. eksperymentalną produkcję węgla aktywnego, produktu który szybko miał się stać podstawą i motorem rozwoju wielu nowoczesnych gałęzi przemysłu. Była to nie tylko pierwsza w Polsce, ale – jak podkreśla prof. Kazimierz Kling – pierwsza na świecie fabryka węgla aktywnego. Do spółki z kanadyjskim przemysłowcem McGarveyem założył też w Klimkówce jedną z pierwszych w Polsce kopalni ropy naftowej. Jego majątek ziemski w Klimkówce był wysoko uprzemysłowiony. Założył w nim m.in. fabrykę nawozów sztucznych (superfosforatu kostnego).  Obok kopalni ropy naftowej, fabryki nawozów i doświadczalnej fabryki węgla aktywnego działały także cegielnia, gorzelnia, tartak, młyn wodny, gospodarstwo rybne i znana w kraju hodowla bydła zarodowego oraz stadnina koni pełniej krwi. System stawów i wodociągów doprowadzał bieżącą wodę do budynków dworskich.
Jak zanotował w 1942 r. we wspomnieniach cytowany wyżej Kazimierz Kling, w Klimkówce był stary dwór pamiętający odległe czasy: „Świadczą o tym sędziwe topole, posadzone kiedyś w należytej odległości od domu. Dziś mając kilkumetrowe obwody formalnie wciskają się w dom, a na pewno podtrzymują jego fundamenty jak na dłoni, na swych potężnych korzeniach”- pisał Kling we wspomnieniach, przechowywanych obecnie w Bibliotece Ossolineum we Wrocławiu. Dwór Ostaszewskich, wzniesiony z drzewa modrzewiowego i pokryty gładkim tynkiem, stanowił interesujący zespół architektoniczny. Elewacja frontowa, północno-wschodnia, parterowa, z dwoma gankami i wysokim dachem gontowym była zwrócona do traktu łączącego Iwonicz z Rymanowem. Strona tylna dworu, południowo-zachodnia, była zwrócona do ogrodu: miała wgłębną w połowie werandę z balkonem na pierwszym piętrze, skąd widać było park z sadem i stawami.  Z boku, od strony południowo-wschodnie, dwór miał przybudówkę, z tarasem otoczonym półkolistym murem i mansardami na pierwszym piętrze, skąd roztaczał się widok w kierunku Rymanowa i na górę Kalwarię.  Dwór spłonął niedługo po II wojnie światowej (w pobliżu miejsca, w którym stał, stoi obecnie wybudowany w ostatnich latach dwór „Ostoia”).
W czasie wojny właściciele dworu współdziałali z AK
15 września 1944 r. do Klimkówki weszły Armia Czerwona.

## Archeologia
Tereny między Iwoniczem a Rymanowem były zasiedlone w okresie neolitu, o czym świadczą znalezione tu narzędzia.

## Toponimika nazwy
Nazwa miejscowości ze względu na końcówkę dzierżawczą, pochodzi od Klimka właściciela tego terenu. I tak w 1436 r. spotykamy nazwę Klimkowa, 1518 Klimkowa Wola lub Klimkowka, w 1589 Klimkowa.
Istnieje jednak druga wersja pochodzenia nazwy, wywodząca ją od słowa „klękać” (związane jest to z legendą o znalezieniu krucyfiksu, przy którego wyoraniu nawet woły poklękały - opisane niżej).

## Etnografia
Okolice Krosna były terenem niemieckiego (zob. Głuchoniemcy) osadnictwa średniowiecznego, zapoczątkowanego przez króla Kazimierza Wielkiego, które następnie kontynuował książę Władysław Opolczyk.

## Nazwiska mieszkańców
Do najczęściej występujących nazw osobowych należą nazwiska o genezie germańskiej; Prinz/Princ, Kinel, Pulnar, Penar, Rajchel, Bagier, Weis/Wajs/Wais, Cypcar, Krukar, Kielar. Z tego względu Klimkówka nazywana jest potocznie przez okolicznych mieszkańców „Szwecją”.

## Zabytki
- Kościół filialny pw. Znalezienia Krzyża Świętego i Pana Jezusa Ukrzyżowanego – wybudowany w 1868 r. Powstanie świątyni związane jest z miejscowymi legendami o cudownym znalezieniu krucyfiksu, przy którego wyoraniu nawet woły poklękały. Kościółek Św. Krzyża istniał, zanim Klimkówka stała się parafią w roku 1453. Najdawniejsza notatka kronikarska w księdze „Status Eclesiorum” z roku 1638 wspomina o kościółku istniejącym już około 1349 roku. Remontowany i przebudowany w 1890 r., 1938 r. i latach 80. XX w. W jego wnętrzu, w wykonanym w drewnie, w 1869 roku, w stylu neobarokowym ołtarzu głównym, umieszczono cudowną figurę Jezusa Ukrzyżowanego – krucyfiks pochodzący z II poł. XVII w. Wody z Klimkówki wykorzystywane są w Iwoniczu Zdroju.
- Kościół parafialny pw. św. Michała Archanioła wzniesiony w 1854 r., według projektu miejscowego majstra ciesielskiego Floriana Waisa. Przebudowany i remontowany w II poł. XIX w. i pocz. XX w. Wnętrze ozdobione secesyjną polichromią z 1906 r., autorstwa lwowskiego malarza Tadeusza Popiela. Cennym zabytkiem kościoła, odkrytym podczas renowacji w 1997 roku, jest obraz „Wizja św. Jana na Patmos” z 1529 roku, przedstawiający wizerunek Matki Boskiej Apokaliptycznej koronowanej przez anioły, w aureoli słońca. Jest to późnogotycka, środkowa część tryptyku ołtarzowego, którego pozostała część znajduje się w Muzeum Archidiecezjalnym w Przemyślu. Obiekt oparty na tradycyjnej dla świątyń drewnianych konstrukcji, w swej formie i rozplanowaniu nawiązuje do murowanej fary w Rymanowie.
- Zabytkowy cmentarz
- Park dworski

## Związani z Klimkówką
- Andrzej Bobola (podkomorzy)
- Dymitr z Goraja
- Iwonia z Goraja
- Władysław Grysztar
- Zbigniew Sienieński
- Katarzyna Oleśnicka z d. Gorajska
- Dobiesław Oleśnicki
- Anna Teresa Potocka z Ossolińskich
- Józef Kanty Ossoliński
- Michał Ostaszewski
- Kazimierz Ostaszewski z Zarszyna
- Józef Ostaszewski
- Emma Ostaszewska
- Kazimierz Ostaszewski
- Teofil Wojciech Ostaszewski
- Stanisław Ostaszewski
- Aniela Ostaszewska
- Józef Feliks Ostaszewski
- Izabella Zielińska
- Kazimierz Wais

Oficerowie WP urodzeni w Klimkówce, ofiary zbrodni katyńskiej w 1940
- kpt. Józef Dubiński (ur. 1896)
- ppor. Józef Nycz (ur. 1908)
- por. Antoni Puchalski (ur. 1896)[16]

## Turystyka
Szlaki piesze – ścieżka spacerowa:
- Rymanów-Zdrój – Iwonicz-Zdrój (przez Klimkówkę). Czas przejścia całej ścieżki 2,5 godziny.

Szlaki rowerowe:
- Szlak Między Zdrojami – 24 km. Pętla: Klimkówka, Rymanów Rymanów-Zdrój, Bałucianka, Iwonicz-Zdrój i powrót do Klimkówki.